# Bund Wiking
La Liga Vikinga (en alemán: Bund Wiking) era una organización política y paramilitar alemana que existía desde 1923 hasta 1928. Fue fundada el 2 de mayo de 1923 en Múnich por miembros de la prohibida Organización Cónsul como sucesora de este grupo.

## Descripción
Aunque su propósito declarado era efectuar «el resurgimiento de Alemania sobre una base nacional y étnica a través de la educación espiritual de sus miembros», su verdadero propósito primordial era contribuir a los preparativos para el derrocamiento de la República de Weimar y proporcionar entrenamiento militar intensivo para sus miembros. Se estimó que la membresía era de aproximadamente 10 000 personas, incluidos muchos exoficiales militares. Los partidarios juveniles podrían unirse al ala juvenil de Jóvenes Vikingos (Jungwiking).
Los líderes del grupo incluían al fundador de la Marinebrigade Ehrhardt, Hermann Ehrhardt, y su adjunto, el comandante Eberhard Kautter. Muchos líderes de otras organizaciones nacionalistas prohibidas o controvertidas utilizaron la membresía en la Liga Vikinga como una forma de mantener la continuidad de sus causas. Por ejemplo, esto incluyó más tarde al líder nazi de la salud del Reich Leonardo Conti, quien había fundado el periódico antisemita Kampfbund en 1918. El joven Horst Wessel se unió al grupo a fines de 1923.
El 9 de enero de 1924, un grupo de unos 20 miembros de la Liga Vikinga liderados por Edgar Julius Jung fueron responsables del asesinato del separatista de Pfalz Heinz-Orbis.
El objetivo declarado de la Liga era el establecimiento de una nueva dictadura militar alemana y la modificación del Tratado de Versalles por medios armados. Esto incluyó una provocación dirigida con la intención de incitar a los trabajadores a tomar medidas y proporcionar el pretexto para un golpe de Estado. Cuando estos preparativos se dieron a conocer al gobierno federal en 1926, la Liga Vikinga fue prohibida en Prusia y otras áreas.
Después de la disolución de la Liga a fines de abril de 1928, muchos de sus miembros continuaron sus actividades en organizaciones nacionalsocialistas como los Stahlhelm o los Sturmabteilung (SA).